# Streptosiphon
Streptosiphon, monotipični biljni rod iz porodice primogovki smješten u podtribus Acanthinae, dio tribusa Acantheae, potporodica Acanthoideae. Jedina vrsta je S. hirsutus, grm iz istočne tropske Afrike i tanzanijski endem

## Opis
Uspravan grm do 1 m visok, često s jednom stabljikom i nerazgranat. Streptosiphon je vjerojatno najbliži Crossandri s kojom dijeli vjenčić s jednom usnom i sjemenke s velikim ljuskama. 